# ウォークマン
ウォークマン（英: WALKMAN）は、1979年7月1日からソニー（初代法人、現：ソニーグループ）が販売しているポータブルオーディオプレイヤーシリーズ。
ソニーのポータブルモノラルテープレコーダー「プレスマン」からスピーカーと録音機能を省き、ステレオ再生専用ヘッドに置き換えステレオの再生に特化した製品として誕生する。当初の再生可能な記録媒体はコンパクトカセット（以下、カセットテープ）だけであったが、その後1984年にコンパクトディスク（以下、CD）、1988年に8ミリビデオ、1990年にDAT、1992年にミニディスク（以下、MD）、1998年にDVD、1999年にメモリースティック、2004年にハードディスクに対応したプレーヤーを発売した。また2000年代後半にはソニー・エリクソン（現：ソニー〈二代目法人〉）が発売した、音楽再生機能を持つ携帯電話も「Walkman Phone」または「ウォークマンケータイ」と呼ばれた。
現行品は2000年から展開しているフラッシュメモリを使用したプレーヤーである。累計出荷台数は2010年3月末の時点で約4億台である。

## 歴史
ウォークマンの登場によって「音楽を携帯し気軽に楽しむ」という新しい文化が創造された。また、小型化・軽量化・薄型化を限りなく追求したのもウォークマンの歴史であった。
なお開発の経緯に関してはソニーの歴史を記した創立50周年記念誌『源流』（1996年8月発行）や『源流』を要約したウェブページ「Sony History」の第2部第6章「理屈をこねる前にやってみよう ＜ウォークマン＞」、『ソニー自叙伝』で語られているが、ウォークマン開発のキーパーソンである井深大、盛田昭夫、黒木靖夫、大曽根幸三、高篠静雄による著書やインタビュー記事を比較研究した長谷部弘道によると、各人が述懐した内容は『源流』や『ソニー自叙伝』で記述されたウォークマン開発史とは若干異なることが明らかとなっている。

### 開発経緯
ウォークマン登場前の1970年代当時、ステレオ型のテープレコーダーが家庭や自動車内で親しまれていたが、持ち運べるタイプはまだ内蔵スピーカー型やイヤホンを使用するモノラル型のものに限られていた。1978年にソニーは肩かけ型の録音機であるデンスケシリーズとして小型ステレオ録音機の「TC-D5」を発売、生録愛好者に人気となったが、重量があることから携帯用とは呼び難かった。井深も「TC-D5」を愛用しており、海外出張の際に持参して飛行機内でステレオ音楽を楽しんでいたが、「重くてかなわない」と嘆いていた。
ある日井深は、大賀典雄に「プレスマン（TCM-100）に再生だけでいいからステレオ回路を入れたものを作れないか。」と持ち掛ける。これを受けて、大賀は大曾根に頼んだところ、大曾根は2つ返事で承諾した。大曾根は周りにあった「TCM-100」（プレスマン）から録音機能を取り除き、それにあり合わせのヘッドホンを付けたプロトタイプを井深に渡した。その性能に井深は、1952年に初めて聴いたバイノーラル録音の記憶が蘇り、出張へ持参、帰国後も井深のお気に入りとなった。盛田のところへ持っていき聴かせると気に入り、盛田はこれにビジネスチャンスがあると考えた。
1979年2月、盛田はエンジニア、企画担当者、宣伝・デザイン担当者など若手社員を中心に集め、改造したプレスマンを手にして商品化することを伝えた。再生専用機でヘッドホン付き、発売は夏休み前との盛田の考えに開発者たちは難色を示すが、盛田の考えは変わらないため開発する方向で話はまとまった。価格に関しては盛田は40,000円以下の指示を出し、開発者たちは検討した結果35,000円で決まりかけるが、盛田は「ソニー創立33周年」であることを理由にして33,000円に決定した。開発は大曾根率いる高篠などのエンジニアによって行われ、1週間に2日から3日は徹夜をして開発が進められた。
一方でウォークマンに付属するヘッドホン「H・AIR」はウォークマン開発陣とは別のチームで行われており、互いの動きをまったく知らずに、別々にやっていたが、盛田が2つをセットにして発売することを1979年3月に決定した。結果、ヘッドホンチームとしては2か月も発売が早まったこととなり、「戦場のような忙しさ」に見舞われたと、開発者であった掃部義幸はウォークマン発売10周年のときに語っている。
開発は初代プレスマンこと「TCM-100」のメカを流用したことで技術的な苦労はなかったが、新製品のコンセプトが受け入れられるかが検討課題となった。プレーヤーの名称は宣伝部とデザイン部門を中心にネーミングの募集が行われ、100を超える名前が集まった結果、当時流行していたスーパーマンや「プレスマン（TCM-100）」を基にして、歩きながら音楽を楽しむ「ウォークマン」を提案した宣伝部係長の河野透の案を黒木が採用した。黒木からの報告を聞いた盛田は「もうちょっといい名前はないのか」と問うと、黒木から「パッケージもポスターも全部、ウォークマンで進めてますから変えられません。我慢してください」と言われたとウォークマン発売10周年のときに語っている。
こうして試作機が出来上がったが、当時ラジカセなどのカセットデッキは録音機能があることが前提であり、再生機能のみでは需要がないとされ、ソニー販売部門も難色を示した。しかし、ソニーは売り上げよりも利益を重視する経営理念を掲げており、井深・盛田ら経営トップは「売れそうもない」と思われ、他社が手を着けないものだからこそ、利益を独占できる可能性があり、やる価値があると考えた。盛田は「クビをかけてでもやる決意だ」と宣言した。
盛田の指示で初期出荷台数は30,000台と当時一番売れたテープレコーダーの2倍の数を設定し、1979年6月22日、マスコミへの発表日を迎えた。

### 創成期

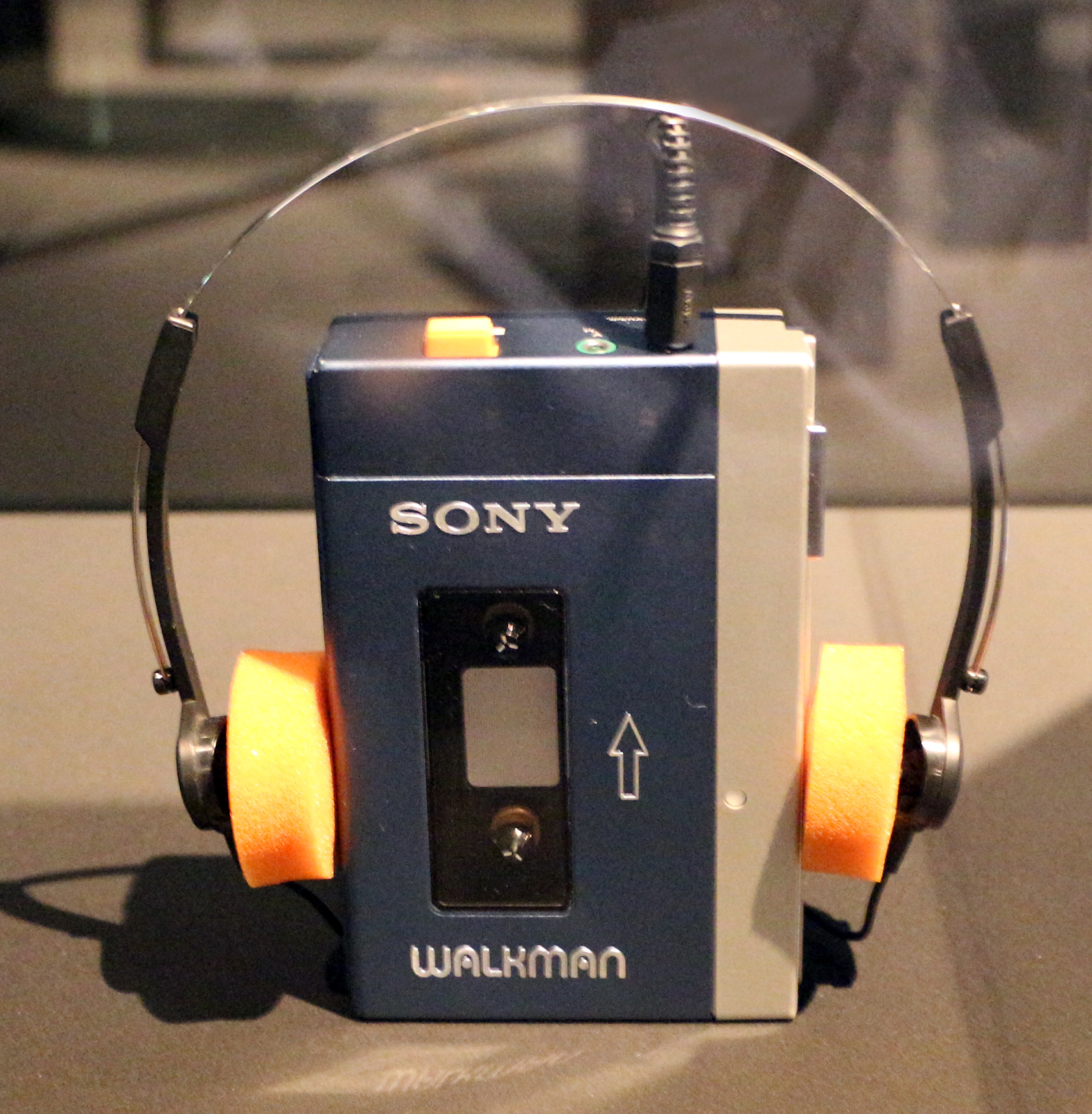
1979年発売のウォークマンの一号機「TPS-L2」（画像は1981年上期ごろ製造の後期型）

盛田はウォークマンの構想が持ち上がった時からすでに、その主な顧客層として若者を想定し、若者にターゲットを絞った。そして、若者というターゲットに訴求するためには、当時の若者は雑誌を読んでいたので、従来主流とされていた新聞だけではだめだと判断し、新聞向けとは別に雑誌向けの製品発表会を開催した。新聞社向けの発表はホテルに記者を集めて説明するという従来のスタイルであったのに対し、雑誌向けの発表会についてはまず銀座・ソニービルに集まった記者をバスで代々木公園へ運んだあと、記者全員にウォークマンを配り、記者がそのヘッドホンを装着して再生ボタンを押すと、音楽とともに商品説明がヘッドフォンから流れると同時に記者の目の前にウォークマンを装着した若者が登場し、二人乗り自転車に乗ったり、ジョギングやエアロビクスをするといった、若者がどのようにして音楽を楽しむのかデモンストレーションを行った。
こうして1979年（昭和54年）7月1日にウォークマン1号機「TPS-L2」が発売された。発売当初のマスコミ紙面の反応は芳しくなく、人目に触れなければとの考えから、宣伝部や営業スタッフはウォークマンを身につけ山手線を一日中グルグル回るという作戦に出る。日曜日には若いスタッフにも製品を身につけさせ、街中を歩かせ、さらに影響力のある有名人にも製品を提供するなどして認知を高めていった。
このような広告・宣伝活動の甲斐もあり、雑誌では大きな反応が起きた。多くの雑誌が、ウォークマンをただの新製品として紹介するだけでなく、「ウォークマンは新しい若者のライフスタイルの象徴」として誌面で採用し、さまざまな記事の中で小物として使い始めた。特にインパクトが大きかったのが、『月刊明星』1979年9月号の（発売は7月末）グラビア見開きページで、人気絶頂の西城秀樹が上半身裸の短パン姿でウォークマンを聴きながらローラースケートをしている写真。その後も続々と各雑誌がウォークマンを取り上げ、8月には各店舗でウォークマンの売り切れが続出、発売1ヶ月で3000台ほどの売上から、翌月には初回生産3万台を全て売上げ、供給不足が半年間続くほどの人気となった。
こうした盛田の顧客層分析、広告宣伝、メディア戦略、販売促進などのマーケティングによってウォークマンは反響を呼び、販売成功につながった。
なお、日本では最初からウォークマンの商品名で発売されたが、文法に合わない和製英語であるウォークマン（Walkman）を避けて、海外では当初、他の商品名で発売された。アメリカではウォーク・アバウツ＝歩き回る、ラン・アバウツ＝走り回るからの造語で「Sound about（サウンド・アバウツ）」、イギリスでは密航者を意味する「Stow away（ストウ・アウェイ）」、スウェーデンでは「Free Style（フリー・スタイル）」の商品名で発売された。しかし、来日した音楽家らによって日本からウォークマンが土産として“輸出”され、彼らの口コミにより日本国外でも「ウォークマン」の知名度が高まったことから、1年も経たずにウォークマンに統一された。黒木靖夫によると、この判断には、当時の会長・盛田昭夫の独断的な決定があり、その決定には盛田の妻である良子の意見があったとされる。ソニーの歴史の中で商品名を途中で変更したのは初めてのことであったが、150万台を売り上げるヒット商品となった。

### 1980年代
ソニーは新規市場を開拓してブランドを構築するために短いサイクルで新製品を投入することにした。そのため初代ウォークマンを発売した直後から、2代目の企画に着手した。デザインは黒木が理想としたデザイン先行となった。
1981年になると2号機である「WM-2」が発売され、歩きながら音楽を楽しめるカジュアルさを取り入れ、250万台のヒット商品となった。
- ウォークマンII WM-2（初期型）1981年
- ウォークマンII WM-2（後期型）1982年
- WM-2のカセットリッド内部

製品開発に当たっては、1981年入社の木崎弘康および1984年入社の熊谷隆志によると「新しい製品を出すときはなんでも『半分』にする」、つまりモデルチェンジする際には大きさを半分にするか、価格を半分にするのが目安だったと語っている。これによって上層部からは、熊谷が手掛けた海外向けモデルの「WM-41」では価格が従来の半分である50ドルを求められ、木崎が手掛けた「WM-20」では「WM-2」の半分のサイズであるカセットケースサイズが求められた。
こうして、1983年（昭和58年）10月に発売された「WM-20」ではカセットケースサイズを実現するために、伸縮ケースと超扁平薄型モーターを採用し、盛田はニューヨークでの記者会見のときにマジシャンとともに登場してプレゼンテーションを行った。また当時社会現象化した松田聖子をCMに起用した。
1985年（昭和60年）9月に発売された「WM-101」では、さらなる薄型化を実現するためにガム型充電式電池を初採用、1987年（昭和62年）7月に発売された「WM-501」では、ガム型充電池を本体内蔵型に変更することで、初めてカセットケースサイズを下回った。

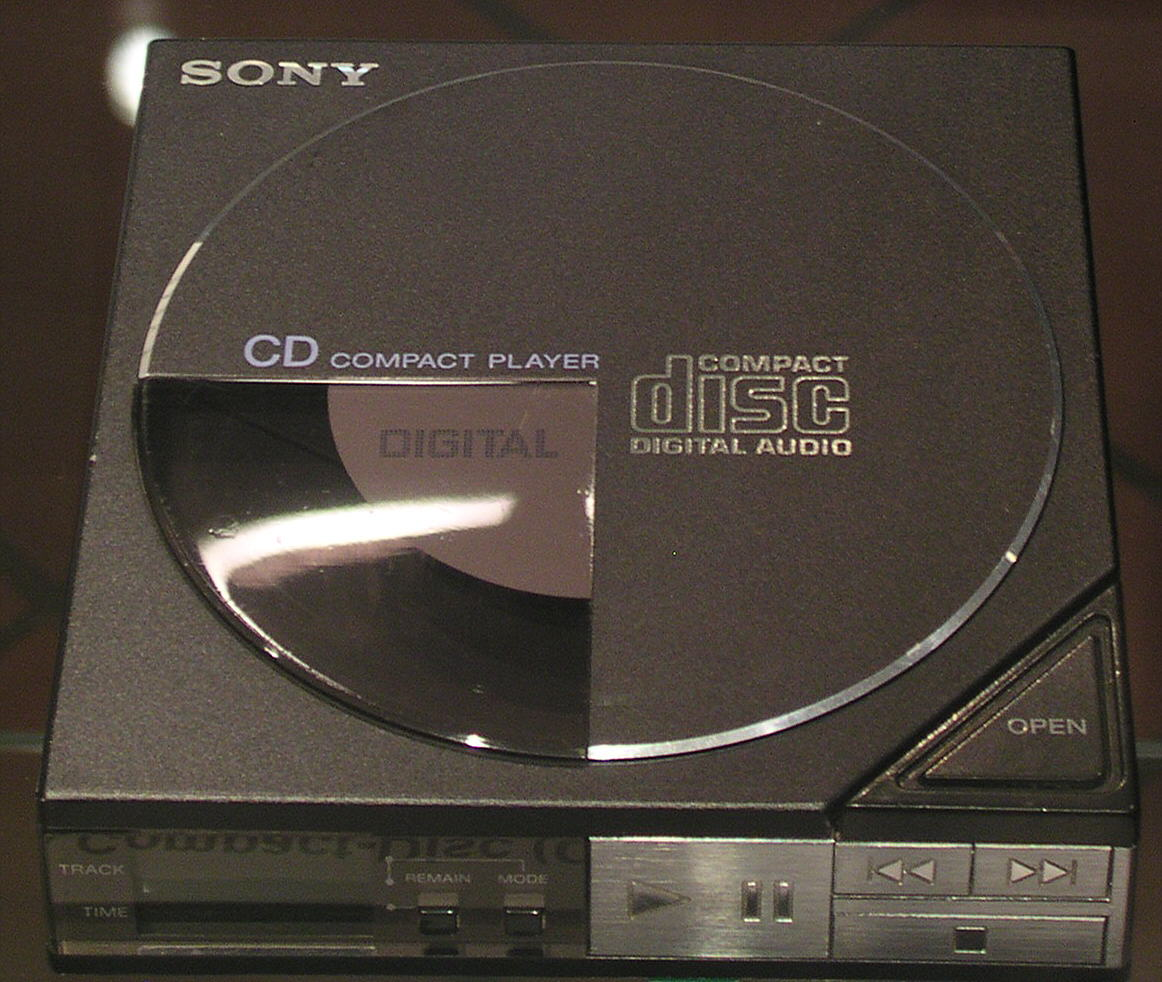
Sony D-50

カセットテープ以外にも1984年11月1日には記録媒体にコンパクトディスクを採用した、世界初のポータブルCDプレーヤーである「D-50」を発売し、改良版の「D-50MkII」からディスクマンのブランドでプレーヤーを展開した。しかし、カセットテープとは異なり、CDでは「音飛び防止」が課題となった。
ウォークマン10周年を迎えた1989年（平成元年）には、10周年記念限定ウォークマンが抽選でプレゼントされた。
- WM-701S(CT) - WM-701Cに真鍮製・純銀メッキを施したもので、200台限定で制作された。10周年の箱に入れられている。
- WM-701T(CT) - WM-701Sのティファニーバージョン。外観はWM-701Sとほぼ同じであるが、ティファニーの名前が刻まれている。また、木箱に入れられている。250台限定で製造され、うち200台が抽選でプレゼントされた。

### 1990年代
1990年代までにはソニー以外の各社もポータブルプレーヤーを発売し価格競争になったことで、音楽を再生する上での性能向上や省電力化による長時間再生など付加価値による差別化が図られるようになった。
カセットウォークマンでは1990年（平成2年）4月発売の「WM-600」以降、A/B面自動検出機能、液晶リモコンの採用、頭出し機能（AMS）やホールドシャッターの搭載、スタミナ再生を打ち出していき、また1995年（平成7年）9月10日には本体とリモコン一体型イヤホン間を独自のアナログ無線通信によりワイヤレス化した「WM-WX1」を、1997年（平成9年）10月10日にその後継機種である「WM-WE1」「WM-WE7」を発売した。1998年（平成10年）10月21日にはリモコン接続端子をマイクロプラグからステレオミニプラグに変更し、連続再生100時間という当時最長を誇った「WM-EX9」を発売した。
CDディスクマンでは、1992年（平成4年）5月21日発売の「D-515」において他社に先駆けて、再生中のCDデータを先読みしてバッファメモリに記憶し、徒歩などの突発的な振動によってピックアップ部の読み出しが失敗して発生する音飛びを、メモリから読み出すことで音飛びを抑える電子音飛び防止機能（ESP = Electric Shock Protection.「X秒音飛びガード」とも呼ばれる）を開発し、ESPを搭載したディスクマンを「ディスクマンESP」として差別化して販売した。以降は改良を重ね、1998年（平成10年）1月発売の「D-700」「D-800」にて「連続音飛びキャンセラー(ESP2)」が登場、音飛び防止技術がESPから連続音飛びキャンセラーへ進化、1998年（平成10年）11月の「D-707」「D-808」の「高音質連続音飛びキャンセラー」、1999年（平成11年）7月の「D-E01」（15周年記念モデル）の「G-PROTECTION」へと、ESPのギミックおよびメモリ容量を改良し進化することとなる。
1992年（平成4年）には記録媒体にミニディスクを採用したMDウォークマンが発売され、以降はポータブルCDプレーヤーのブランドがディスクマンからCDウォークマンへと変更され、カセットおよびCDウォークマンと並行して発売していった。なおMDウォークマンのカタログはウォークマンブランド統合まで、カセットおよびCDとは独立していた。日本では1990年代後半にかけて、その編集のしやすさから一定のシェアを獲得することができたが、MDが非可逆圧縮音源であるATRACを採用しているため、「ATRACは音質が悪い」というイメージを覆すことはできず、海外では普及しなかった。
こうして記録媒体がカセット・CD・MDと変わりながらも初代機から短期間で新規製品を発売することを続けた結果、1994年時点で300種類の製品が発売された。
周年記念製品としては1994年（平成6年）7月1日に、ウォークマン15周年記念モデルとして「WM-EX1」が発売された。ウォークマン20周年・CDウォークマン15周年を迎えた1999年（平成11年）7月1日には、第1弾として当時の最新技術を盛り込んだ「WM-WE01」「D-E01」が発売され、同年10月10日および10月21日には第2弾として「WM-EX20」「D-E990」「D-E880」が発売された。また20周年を祝うキャンペーンも実施された。
- WM-EX20(CT) - メカ構造の一部はWM-EX9と共通しているが、フルステンレス化を施し更なる薄さを実現。SRS Surround機能を初めて搭載。
- WM-WE01(CT) - ワイヤレスウォークマン。従来のWM-WE7では一体型であったリモコン部分についても分離し、ワイヤレス化。本体 - イヤホン間の通信方式を改良
- D-E01(CD) - 15周年記念モデル。ディスクマン/CDウォークマンでは唯一となる、シャッター型のスロットインによる投入方式を採用（8cmCDは12cmCDアダプターの装着が必要）。高音質連続音飛びキャンセラーを改良した「G-PROTECTION」を初搭載。

### 2000年代
カセットウォークマンに関しては、ポータブルCD/MDプレーヤーやデジタルオーディオプレーヤーの台頭と、他社（パナソニックやアイワなど）がカセットプレーヤーをエントリーモデル主体へシフトしたことにより、ELバックライト付き液晶リモコン・高速送り出し・低消費電力などメカ構造が高度で高価格であったモデルの販売を終了した。
2000年5月には、ネットワーク、CD、MD、カセットでブランドを統一し、「w.walkman」というロゴを採用した。
2001年以降は、デジタルオーディオプレーヤーの世界的な普及に伴い、日本国内市場では東芝の「gigabeat」やパナソニックの「D-snap」、日本ビクター（現・JVCケンウッド）の「alneo」などと競合した。ソニーは、デジタルオーディオプレイヤーの開発において先駆者であったが、ATRAC対応でMP3非対応・デジタル著作権管理の煩わしさ・専用アプリケーションの品質問題等、ユーザーの利便性を考慮しない製品の販売が続いたため、後発であるApple ComputerのiPod・iTunesに市場を奪われることになった。
2005年には、フラッシュメモリー/HDD型の名称を従来のネットワークウォークマンからウォークマンへと変更し、新たにシリーズ別に系統化されるようになった。
2006年10月にはNW-S700Fシリーズが発売され、高音質化やマルチコーデックへの対応により、一定のシェアを回復した。2008年10月に発売したNW-S730F/630Fシリーズでは、若年層に向けたマーケティング展開を実施したことも功を奏し、2009年8月の最終週（24〜30日）販売台数シェアでiPodを追い抜き、4年8ヶ月ぶりに首位を記録することとなった。
周年記念製品としては、MDウォークマン10周年を迎えた2002年秋に当時の最新技術を盛り込んだモデルが発売された。
- MZ-E10 - 発売当時の世界最小、最薄（9.9 mm）、最軽量（内蔵電池込みで55 g）を実現した再生専用機。後にQUALIA 017に基本構造が転用される。
- MZ-N10 - 発売当時の世界最小、最薄（最薄部12.9 mm）、最軽量（内蔵電池込みで84 g）を実現した録音再生機。NetMDにも対応。

ウォークマン25周年・ネットワークウォークマン発売5周年を迎えた2004年にはMD関連規格であるHi-MD対応ウォークマンや初のHDDタイプのウォークマンが発売された。このうちHDDタイプの「NW-HD1」はそれまでのウォークマンで培ってきた「小型/軽量」「堅牢性」「高音質」「スタミナ」「簡単操作」のコンセプトのもとで開発された。また25周年記念のウェブサイトが公開された。
ウォークマン30周年・デジタルオーディオプレーヤー発売10周年を迎えた2009年にはフラッグシップモデルの「NW-X1050/1060」が発売されたが、30周年記念モデルとは宣伝されなかった。

### 2010年代
2010年8月には、2002年7月から96ヶ月連続首位だったアップルを抜き、月間販売シェアで1位、週間販売シェアでは8月第1週〜最終週（8月2日〜9月5日）に1位--を記録した。この事については、例年9月にあるiPodのモデルチェンジ前の「買い控え」によるとする見方などがあったが、2010年11月第2週と同年12月の月間で1位に返り咲いた。その後、2011年の年間販売台数シェアはソニーが54.1％、アップルが38.6％、2012年上半期もソニーが54.0％のシェアでトップを獲得した。
トータルの販売金額でも、2011年9月にソニーが初めてアップルを上回ってトップに立って以来、2011年11月、2012年11月を除いて1位を獲得している。価格帯別では税別平均単価1万円以下でソニーが4~6割と優勢であり（2010年1月〜8月）、税別平均単価1万円以上ではアップルが優勢である。
ソニーが国内ランキング1位に返り咲いた理由として、アップルユーザーがiPod classicと同じ形で音楽も聞けるiPhone・iPadに流れたからとする見方がある。
日本国内では「ウォークマン △シリーズ」の本格展開以前からDAP製品を前面に展開した東芝の「gigabeat」やパナソニックの「D-snap」、日本ビクターの「alneo」が2008年末〜2010年春までに相次いで生産終了・事実上の撤退となり、2012年には日本の大手電機メーカーで（音楽再生に特化した）DAPを新規開発・発売を行うメーカーはソニーとJVCケンウッド（KENWOODブランド）の2社のみ、2015年には2社に加えてティアックやオンキヨー&パイオニア（オンキヨーとパイオニアの両ブランド。現・オンキヨーホームエンターテイメント）がハイレゾリューションオーディオ対応のプレーヤーを発売する状況となった。また、アイリバー（Astell&Kernシリーズ、韓国）など海外メーカー製のハイレゾ対応高価格帯プレーヤーも日本国内向けに販売されている。
北米・欧州市場ではiPodに後塵を拝している状態であり、ソニーがウォークマン用アクセサリーなどの他に、iPodのアクセサリーも販売しており、国内でも2010年にウォークマン用の他にiPod用のドックスピーカーの販売を始めた。ただ欧州などではウォークマンとは別にソニーモバイル（旧ソニー・エリクソン）が出している「Walkman Phone」も販売しており、2007年第1四半期に世界で1890万台販売し、「音楽携帯をリードしている」（同社CEOマイルス・フリント）という状態があった。因みに、iPodのシェアが高いのは欧米だけで、中国や韓国などのアジアでは、iPod、ウォークマン共にシェアは低い。またウォークマンは世界中の市場で販売されている。
こうした新世代メディアの台頭により旧世代メディアのウォークマンの販売が終了していった。2010年10月22日、カセットテープ型ウォークマンの日本国内での販売終了を発表し、1979年に初代のカセットテープ型の製品が発売されてから、31年間の歴史に幕を閉じた。理由として、音源および機器のデジタル化（音楽配信やフラッシュメモリー型製品など）に伴う新世代メディアへの移行がほぼ済んでおり、カセットテープの需要が少なくなったことが挙げられる。2010年3月時点のカセットテープ型の世界累計販売台数は約2億2000万台。ただし、中国のEMSで委託生産している日本国外向けは販売を続ける方針。
同様にCD・MD型ウォークマンも需要が落ち込み、2011年7月7日にはMD最終機種のMZ-RH1と「Hi-MD」ディスクの全世界での生産・販売終了を発表した。更に2014年にはCD2機種（D-NE241、D-EJ002）の生産も終了した。
2019年には、40周年記念モデルが期間限定の受注生産で販売された。

## 反響
1980年に作家の椎名誠は文芸春秋5月号に「35歳ウォークマン戦記」と題した文章を寄稿し、ウォークマンを聴きながら電車に乗ることは「勇気がいる」としたうえで、「ウォークマンをつけて動く景色をみる、ということはまさしく"映画的"そのもの」と評した。
1981年4月に集英社から刊行された『青春音楽グラフィティ タイガースからYMOまで』では、ウォークマンによって行動しながら音楽を聴けることを「革命的」と評しつつ、人とのコミュニケーションに難が生じる可能性や、肉声の重要性を説いている。
（原文ママ）80年代に入り、ますます音楽は街中に氾濫しています。10年前には想像もつかなかった"ウォークマン"なんて新兵器のおかげで、今や街を大きなリスニング・ルームにすることも可能になりました。これは革命的と呼んでも差し支えないのです。SFどころじゃなくて音楽を聴く環境も日毎に変化していくのです。"ウォークマン"を聴きながら街を歩けばまるで自分が映画の主人公にでもなったような気分になりますよ。自分の行動がBGM入りだなんて、ちょっとクリスタル・フィーリングでしょう。これを押し進めると自閉症的になり、人と人ともコミュニケーションができなくなるなんていう危険性にあえて目をつぶれば、音楽を持ち歩ける時代が到来したといえるのです。まるでハンドバッグを持つように、手軽に音楽を携えられる。しかもステレオで。テクノロジーはとどまることを知らない、と言いたいのです。きっともっとすごいものが登場するでしょう。でも歌はやはり肉声であってほしい。"心の叫び"であってほしい。テクノロジーがつくるのはあくまでも、歌を伝えるモノという時点でとどまっていてほしいものです
1986年には「ウォークマン」がイギリスの英語辞典であるオックスフォード英語辞典に、1991年には日本語国語辞典である広辞苑に掲載された。
2010年にはデジタルメディア評論家で津田塾大学講師の麻倉怜士が産経デジタルのニュースサイト「iza」において、「カセットテープというメディアが、ウォークマン普及に果たした役割は大きい」「アルバム制作者の意図とは違う自分だけのベストを作って、自分の思うがままに聴けることは画期的だった」と評した。
2012年にはウォークマン初代機「TPS-L2」が国立科学博物館による未来に残すべき製品として、重要科学技術史資料に選ばれた。
2015年にはダイヤモンド社の副編集長であった森健二が同社のウェブサイト「ダイヤモンドオンライン」での連載において、2013年当時マサチューセッツ工科大学メディアラボ所長であった伊藤穣一が述べた、イノベーションに必要な3つの条件（誰もやっていない「ユニークさ」、強烈な「インパクト」、人心をつなぐ「マジック的雰囲気」）の3つを初期の3製品で成し遂げたと評した。

## 種類

2000年まで使用されたウォークマン 製品貼り付け用ロゴ

ウォークマンに使用されているロゴは、初代は広告宣伝用と製品貼り付け用の2種類があり、前者は「A」の文字から足が生えていた。1980年代のテレビCMでは、「A」の文字から生えた足が歩き出すというグラフィックで「WALKMAN」ロゴを表示していた。1990年代に入ると広告宣伝用ロゴは使われなくなったが、製品貼り付け用のロゴは2000年4月まで使用された。
2代目のロゴは2000年5月より使用され、「W.WALKMAN」と呼ばれている。なお、ビデオウォークマンにはこれらのロゴは使用されなかった。

2000年からのロゴ

カセットテープ（コンパクトカセット）

かつては単にウォークマンと表記されていたが、2005年にソニーがフラッシュメモリー/HDD型の呼称をネットワークウォークマンからウォークマンへと改称したため、区別のため「テープウォークマン」もしくは「ウォークマン（テープ）」と表記されることがある。1979年のウォークマン初号機「TPS-L2」を筆頭に、2000年ごろにかけて、ヘッドホンステレオの筆頭的存在であった。2000年代前半までは録音機能・ラジオ（シンセサイザーチューナー）をそれぞれ搭載しつつ、音質・スタミナ・コンパクトさなどをテレコと差別化した録再/ラジオ内蔵機種や、1988年から1996年頃まで子供向けのモデルが「My First Sony」ラインナップの一つとして存在した。
2010年4月末で国内向け出荷を終了し、店頭在庫分のみの流通となる。なお、ウォークマンにカテゴライズされないソニー製のポータブル型カセットレコーダー（録再機能・ラジオ搭載型など）は「テレコ」としてラインナップされており、音質やコンパクトさなどに重視しない機種として存続していたが、これも2012年12月をもって生産を終了している。これの発売で規格上ポータブル化出来なかったエルカセットがコンパクトカセットとの規格争いに敗北する。
CD（コンパクトディスク）

CDウォークマン。1984年に初代の「D-50」発売。当初は「ディスクマン (Discman) 」と呼ばれており、後に8cmCD専用機として「CDウォークマン」の商標が登場したが、1998年10月以降「ディスクマン」と「CDウォークマン」が統合。2012年時点での販売機種はエントリーモデルの「D-EJ002」（2005年発売）と、MP3ファイルでの音楽が再生できる「D-NE241」（2010年発売）の2機種であった。2014年に最終機種のD-EJ002とD-NE241が販売終了となった。
ビデオCD

Video CD ウォークマン。1996年6月21日に初代の「D-V500」が発売。
ラジオ

ラジオウォークマン。ラジオ受信機能のみを搭載した機種。1980年に初代の「SRF-40」発売。日本市場では1980年代の一時期発売された。なお、ソニーの携帯型ラジオは従来通り別カテゴリで引き続き発売されているほか、ラジオチューナーを内蔵したウォークマンも発売されている。
ビデオテープ
ビデオウォークマン。1988年に初代の「GV-8」発売。同社のハンディカムブランドのポータブルビデオレコーダーは現在も発売されている。
DAT

DATウォークマン。1990年に初代の「TCD-D3」発売。2005年に「TCD-D100」の生産・出荷完了（2006年3月までに販売完了）した。
MD（ミニディスク）

MDウォークマン。1992年11月1日に初代の録再機「MZ-1」と再生専用機「MZ-2P」発売。1990年代後半〜2000年代前半の筆頭的存在であった。再生専用機の最終機種は2003年10月10日発売、2006年夏に生産完了の「MZ-E520」であり、2008年末には最終機種の「MZ-N920」が生産完了した。
Hi-MD（ミニディスク）

Hi-MDウォークマン。2004年1月に同社によって規格発表、2004年7月10日に初代の録再機「MZ-NH1」「MZ-NH3D」と再生専用機「MZ-EH1」発売。MD規格の上位版だがデジタルオーディオプレーヤーの爆発的な普及時期と重なり普及しなかった。再生専用機の最終機種は2005年11月20日発売、2009年春ごろに生産完了の「MZ-EH50」であり、2011年9月に最終機種の「MZ-RH1」が生産完了（同年12月までに販売完了）した。また、MZ-RH1の生産終了発表と同時にHi-MDディスクの生産完了も発表された。
DVD

DVDウォークマン。1998年に「DVDディスクマン」として初代機種「PBD-D50」「PBD-V30」発売。その後、2001年11月21日に改称したD-VM1が発売。2006年発売のD-VE7000Sが生産完了した。ソニーのポータブルDVDプレーヤーはBDZシリーズなどビデオ機器のカテゴリーに移動し、現在も発売されている。（ただしEMS製でオーソドックスな性能となっており、ウォークマンブランドではない。）。
メモリースティック（デジタルオーディオプレーヤー/旧称 ネットワークウォークマン）

メモリースティックウォークマン（MS WALKMAN）、後にネットワークウォークマンと表記する。1999年12月21日に初代のNW-MS7発売。メモリースティック専用であったが、メモリースティックデュオと内蔵フラッシュメモリー両対応の過渡期を経て、内蔵フラッシュメモリー専用型にバトンを渡す形で2003年のモデルを生産完了した。
内蔵ハードディスク（デジタルオーディオプレーヤー/旧称 ネットワークウォークマン）

ネットワークウォークマン。2004年7月10日に初代のNW-HD1が発売。1インチHDDを搭載。2005年11月19日発売のNW-A3000/A1200/A1000から「ウォークマン Aシリーズ」となるが、その後のフラッシュメモリータイプの大容量化・低価格化に伴い1年余りで生産完了した。
内蔵フラッシュメモリー（デジタルオーディオプレーヤー/旧称 ネットワークウォークマン）

現行品。2000年6月にライター型のNW-E3（64MB）が発売。単に「ウォークマン」と表記した場合、公式上はこのフラッシュメモリー型を指す。当初はネットワークウォークマンと表記したが、2005年のAシリーズ発売時に「ウォークマン（当初はEシリーズ）」へと改称した。カセット型との区別のために「（メモリータイプ）ウォークマン」や旧称の「ネットワークウォークマン」と表記されることもある。
2006年モデルからAシリーズ（上級機種）、Sシリーズ（機能特化機種）、Eシリーズ（エントリーモデル）とカテゴライズされ、後にWシリーズ（イヤフォン一体型機種）、Zシリーズ・ZXシリーズ・Fシリーズ・Aシリーズ（以上Android搭載機種)、WM1シリーズ（フラッグシップモデル）を展開。iPodシリーズとの競合関係で知られる。2009年～2010年にはXシリーズ（最上級機種）も存在した。また海外向けにはBシリーズ（Eシリーズよりさらに機能を絞り込んだモデル）もある。

### 型番
ウォークマンの型番の原則的な規則は以下の通り。「ウォークマンの製品一覧」も参照のこと。
ハイフンより前
- TPS…初代ウォークマン（Tape Player Stereoの略）
- WM…カセットウォークマン（WalkManの略）
- D…ディスクマン・CDウォークマン・DVDウォークマン・ビデオCDウォークマン（Discmanの略）
- PBD…初代DVDディスクマン
- GV…ビデオウォークマン
- TCD…DATウォークマン（Tape Corder Digitalの略。 デジタルデンスケと共有）
- WMD…再生専用DATウォークマン（Walkman Digitalの略）
- MZ…MDウォークマン（Music Zealotの略）
- NW…ネットワークウォークマン・ウォークマン△シリーズ（Network Walkmanの略）
- NWD…ウォークマンWシリーズ（Network Walkman DRM非対応の略） - 2013年秋以降はNWに統一された。
- NWZ…海外用ウォークマン△シリーズ - 2007年秋～2015年夏発売モデルのみ

ウォークマンではない一部のソニー製ポータブルプレーヤー・レコーダーも、ハイフンより前の型番は上記と共通である。
ハイフンより後（主に1995年以降）
- ウォークマン（カセット）
  - D…高性能録音再生機（〈カセット〉デンスケのD）
  - E…再生専用機
  - F…チューナー付き再生専用機
  - G…チューナー付き録音再生機
  - R…録音再生機
  - W…ワイヤレス機

- CDウォークマン
  - E/EJ…標準機
  - T/F/FJ…チューナー付き再生専用機
  - CJ…MP3 CD対応機
  - NE…ATRAC CD対応機（一部MP3 CD対応）

- MDウォークマン
  - E…再生専用機
  - F…チューナー付き再生専用機
  - R…録音再生機
  - B…ビジネス向け録音再生機（MDウォークマンのブランドを使用しない）
  - N…NetMD対応録音再生機
  - NE…NetMD対応再生専用機

- Hi-MDウォークマン
  - DH…Hi-MD Photo対応録音再生機
  - NH…Hi-MD対応録音再生機
  - RH…Hi-MD対応録音再生機
  - EH…Hi-MD対応再生専用機

- ウォークマン(△シリーズ)、ネットワークウォークマン
  - A…Aシリーズ。Android搭載およびメモリータイプウォークマンでのミドルレンジモデル(Advanced、Ace、最初のアルファベットのA)。
  - B…Bシリーズ。日本未発売。
  - E…Eシリーズ。エントリーモデル(EntryのE)。
  - F…Fシリーズ。Android搭載ミドルレンジモデル。
  - M…Mシリーズ。ワイヤレスヘッドセット機能搭載モデル。
  - S…Sシリーズ。ローエンドモデル。機能特化機(SpecializedのS)。
  - W…Wシリーズ。イヤホン一体型機(WearableのW)。
    - WH…ヘッドホン型。
    - WS…防水。初期は数字の後ろにSがあった。

  - WM1…WM1シリーズ。メモリータイプウォークマンでのフラッグシップモデル。ソニーのオーディオ機器におけるフラッグシップシリーズの「Signature Series」にも属する。
  - X…Xシリーズ。メモリータイプウォークマンでのハイエンドモデル。
  - Z…Zシリーズ。Android搭載ハイエンドモデル。
    - ZX…ZXシリーズ。Android搭載およびメモリータイプウォークマンでのハイエンドモデル。

  - MS…メモリースティック対応機(Memory StickのMS)。
  - HD…ハードディスク搭載機(Hard DiscのHD)。

容量（メモリータイプウォークマン）
2005年以降に発売されたメモリータイプウォークマンでは、容量は型番末端の数字で表される。但し数字と容量の関係は発売時期により異なる。
- 2005年～2006年春：3…256MB、5…512MB、7…1GB、8…2GB
- 2006年夏～2008年：2…512MB、3…1GB、5…2GB、6…4GB、8…8GB、9…16GB
- 2009年以降：2…2GB、3…4GB、4…8GB、5…16GB、6…32GB、7…64GB

付加機能・付属品（メモリータイプウォークマン）
メモリータイプウォークマンのみ、付加機能や付属品の内容によっては末尾に1～2文字のアルファベットが付加される。
- F…FMチューナー搭載機（2006年～2008年発売モデルのみ）
- K…スピーカーを同梱（S730シリーズのみ、FMチューナー搭載機には「F」を付けるというルールがあったため「FK」となる）
- BT…Bluetoothイヤホンを同梱
- HN…ハイレゾ対応デジタルノイズキャンセリングイヤホンを同梱
- WI…ハイレゾ対応Bluetoothイヤホンを同梱

### 限定モデル
ウォークマンにおいては、店頭では発売されない限定モデルが存在する。近年は当社のネット直販サイト「ソニースタイル（現：ソニーストア）」限定で発売されるモデルを指すことが多いが、何らかの記念として限定発売されたモデルも存在した。
一般店頭販売モデルとの違いは主にカラーリングであるが、以前は店頭発売モデルよりも高機能のモデルも存在した（NW-HD5H、NW-A1200等）。

## 周辺機器
ウォークマンからは、いくつかの規格が生まれた。ステレオヘッドホンの接続端子の規格としてステレオミニプラグとマイクロプラグ、そして充電池の規格としてはガム型電池である。

### ヘッドホン
以下は初代から現在のウォークマンで使用されている、ヘッドホンおよびリモコンの端子の一覧である。

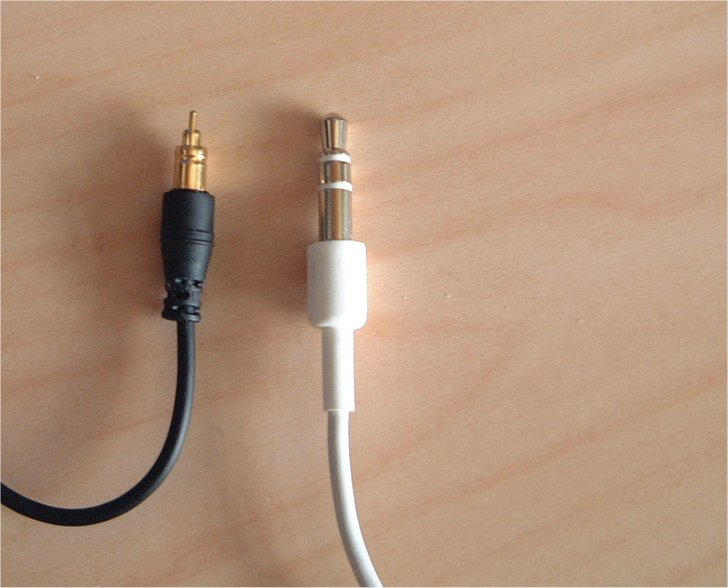
マイクロプラグ（左）とステレオミニプラグ（右）。ともにウォークマンが生んだ規格である。

|                          | 初代         | アラカルトヘッドホンでない リモコン付属モデル | アラカルトヘッドホン          | 1997年秋以降                                 | 現行のウォークマン                           | バランス端子搭載モデル (2016年秋以降)                              |
| ------------------------ | ------------ | --------------------------------------------- | ----------------------------- | -------------------------------------------- | -------------------------------------------- | ------------------------------------------------------------------ |
| 本体のヘッドホン端子     | ステレオミニ | ステレオミニへの 変換プラグが付属             | 変換プラグ付属 →ステレオミニ  | ステレオミニ・5極プラグ （ステレオミニ併用） | ステレオミニ・5極プラグ （ステレオミニ併用） | ステレオミニプラグ Φ4.4mm・5極プラグ (バランス接続・JEITA統一規格) |
| 本体のリモコン端子       | なし         | 9極プラグ                                     | 9極プラグ →ステレオミニ併用型 | ステレオミニ併用型                           | ステレオミニ併用型                           | ステレオミニ併用型                                                 |
| リモコンのヘッドホン端子 | リモコンなし | リモコンとヘッドホンが 一体で分離不能         | マイクロ                      | ステレオミニ                                 | リモコンが付属しない製品が多い               | リモコンが付属しない製品が多い                                     |

#### ステレオミニプラグ
既存の部品の組み合わせで開発された1979年発売の初代ウォークマン「TPS-L2」にあって、ステレオミニプラグはただ一つ新規開発された部品であった。当時ステレオのヘッドホンは標準プラグによるのが普通で、ミニプラグにはモノラルのものしかなかった。そのためウォークマンの試作機ではモノラルのイヤホン端子を2組使ってステレオヘッドホンを接続していたが、市販化までにステレオのミニプラグとそれを受けるジャックが新規に開発された。このステレオミニプラグはソニー以外の製品にも広く採用され、デファクトスタンダードとなった。
2006年秋からはノイズキャンセリング機能を本体に内蔵したウォークマン（デジタルオーディオプレーヤー型）Sシリーズの登場により、ステレオミニプラグにマイク用の接点を増やした5極プラグが登場した。5極プラグ採用のヘッドホンは2008年以前のノイズキャンセリング機能搭載モデルのウォークマン以外では使用できないが、ステレオミニプラグのヘッドホンは変換アダプターなしで使用できる。
2009年モデルからはステレオミニプラグと同一形状の新5極プラグが採用された。新5極プラグは一般のヘッドホンジャックに差し込み、通常のヘッドホンとしても使用できる（ノイズキャンセリング機能は使用不可）。

#### マイクロプラグ
1987年頃からのウォークマンでは、従来一体であったリモコンとヘッドホンを差し替えできるようにした「アラカルトヘッドホン」を採用したが、リモコンとヘッドホンとの接続にステレオミニプラグよりさらに小さい「マイクロプラグ」という新規の規格を採用していた。デファクトスタンダードとなったミニプラグと違って、こちらはデファクトスタンダードとはならなかった。当初の本体とリモコンは「9極プラグ」と呼ばれる独自の平形端子で接続され、ステレオミニプラグ用の変換プラグが付属した。1993年頃以降の機種では9極プラグを廃してステレオミニジャックとリモコン端子を併用して接続する形式に変更され、リモコンを使わなければ直接本体とステレオミニプラグ端子のヘッドホン類との接続が可能にはなった。
1994年頃にステレオミニプラグ-マイクロジャックの変換コードがソニーの接続コードアクセサリーで用意され、リモコンが使える状態で他社製のヘッドホンや外部機器にも接続できるようになった。一方、1990年代から1997年後半までに発売されたソニーの単品（汎用型）オープンエア型ヘッドホンは本体と直結したケーブル長0.3m程度の部分はマイクロプラグ端子で、ウォークマンのマイクロジャック端子のリモコンと接続することを前提とした設計がされていた。同梱のステレオミニジャック変換を兼ねた延長用ケーブルを接続することでステレオミニジャック機器と接続できるようになっている。このマイクロプラグ-ステレオミニジャックのケーブルも接続ケーブルのアクセサリーで付属品と同等品が発売されていたが、やや長い（0.8m程度)ため、この変換ケーブルを通じてステレオミニジャック転換後のウォークマンリモコンとの接続には取り回し面で不便が生じた。
単品ヘッドホンはマイクロプラグ部分をステレオミニプラグへの変更を経て、現在もヘッドホン本体は短いケーブル＋延長ケーブル同梱という事実上のセパレートケーブル構成が踏襲されている。
ディスクマンやMDウォークマンにおいても採用されてきたが、ステレオミニプラグと違って他社の採用はなく、1997年9月の新機種よりリモコン・ヘッドホン間の接続にも本体・リモコン間と同じステレオミニプラグを使う方針転換を行った。転換と同時に単品販売されたMDウォークマン用のスティック・コントローラーでは、ステレオミニジャック転換前のMDウォークマンでの使用を想定し、ステレオミニプラグのヘッドホンを同梱していた。
2015年現在、マイクロプラグ仕様のヘッドフォン、イヤフォンおよび変換プラグの生産は終了している。2015年現在は流通在庫のみの販売となっている。ヘッドフォンに至ってはかつてノイズキャンセリング機能の付いた最新鋭のものも発売されていたことがある。これらは品番にMPが付けられている。しかし、ごく一部の大規模家電量販店を除きほぼ店頭で見かけることは無く、取り寄せや通信販売などの限られた方法でしか入手ができない。これに対して、ステレオミニプラグの製品はソニー以外からも豊富に発売されており、容易に入手が可能である。

### リモコン
リモコン付きヘッドホンの採用もウォークマンの特徴であった。本体をバッグなどに入れたまま、手元で再生や停止などの操作を行えるようにと開発されたものであった。マイクロプラグ採用時代はカセット・CD・MDのいずれにおいても、リモコンの形状はある程度統一されていたが、ステレオミニプラグが採用されると、リモコンの形状もユニークなものになった。
カセットやCDでは、ジョグレバーで操作する液晶リモコンが登場した。カセットでは、液晶画面の周囲にドットが配置され、テープの走行状態に合わせてドットが回転するリモコンが採用された。
CDウォークマンでは「eyeコマンダー」と呼ばれるリモコンが採用された。「（一部の機能を除いて）全ての操作が出来る」と謳ったこのリモコンは、それまで本体操作に限定されていた音質調整やプレイモードの操作を可能にした。加えて「くるくるクリップ」と称する回転式クリップや、バックライト搭載タイプには「ライトボタン」も採用されている。
MDウォークマンでは、ヘッド部を動かして再生・頭出しなどの基本操作を行う「スティック・コントローラー」が採用された。字のごとく、細長い形状のリモコンであった。「スティック・コントローラー」は、1996年～1997年夏のモデルでも使用できるよう、アクセサリーとして別売りもされていた。機種により、バックライトや液晶表示に関する制限がある。1999年には、改良型の「スマート・スティック・コントローラー」も登場した。
2000年に入ると、MDLPの採用に合わせて「スティック・コントローラー」がモデルチェンジを行い、同時にCDウォークマンにも採用されるようになった。さらに、2001年には漢字かな表示対応スティック・コントローラーも登場した。
2002年にはさらにモデルチェンジを行い、従来ヘッド部分を動かして行っていた再生・頭出しを、ジョグレバーによって行う方式に変更した。また、従来カナ表示対応型と漢字表示対応型とで異なっていたデザインも統一された。さらに、HDD対応のネットワークウォークマンおよびウォークマンAシリーズのHDDタイプ(NW-A3000/A1200/A1000)でも使用可能である。この世代のリモコンは現在でもMD/Hi-MDウォークマンにも採用されているが、機能の増加に合わせマイナーチェンジを行っている。
2004年に入ると三行漢字表示対応のリモコンが用意された。これは同年1月に発表された新規格「Hi-MD」対応のMDウォークマンに採用されたものであり、曲検索およびメニュー操作にジョグダイヤルが新設され、操作性の向上がはかられた。基本操作にはジョグレバーが採用されている。これは一部のHi-MDウォークマンおよび、Aシリーズを除くHDD対応ネットワークウォークマンに対応している。またCDウォークマン向けには10月の新製品発表に合わせ、スティック・コントローラーが一新された。

#### ワイヤレス・レシーバー
リモコン付きヘッドホンでは、手元で再生や停止などの操作を行えるが、本体をバッグなどに入れてコードを出す方法が採られたため、本体からコントローラまでをコードレスにする方法が望まれた。
1988年発売の「WM-505」より搭載されていたが、電波干渉による誤動作や使用時に支障をきたす場所（航空機内など）では使用できない、価格が通常のウォークマンよりも高い、通信にHi-BANDのワイヤレス電波を用いるために音質面が劣る、といったデメリットが目立ち、リモコン付きヘッドホンほどの人気には至らず、また電波法の改正により「MZ-E606W」を最後にワイヤレスモデルは一旦展開を終了した。カセット・CD・MDのいずれにおいても採用されたが、カセットの方で多く採用された。1990年代後半にはリモコンの形状もユニークなものになった。

#### スティック・コントローラー
1997年秋モデルのMDウォークマンで初めて採用され、2000年秋モデルからはCDウォークマンでも採用された。尚、スティック・コントローラーには型番があり、ELのコントローラーはバックライト機能、ELKのコントローラーはバックライト機能と漢字かな表示に対応している。
第1世代
「スティックコントローラー 」という愛称がついた。
ヘッド部を動かして再生・頭出しなどの基本操作を行う。
最大表示文字数は半角6文字。MZ-R55付属のリモコンは半角9文字表示可能。
バックライト機能は一部を除く1998年夏以降の機種で使用可能。
単品モデルでは1997年夏以前の機種でも使用できるように、ステレオミニプラグのヘッドホンが付属していた。
第2世代
この代のみ「スマート・スティック・コントローラー 」という愛称がついた。
ヘッド部分をスライドすることで基本操作を行え、片手でのオペレーションを可能にした。
最大表示文字数は半角9文字。
録音機能付モデルにはトラックマークボタンが別に配置されている。
バックライト機能は一部を除く1998年夏以降の機種で使用可能。
これ以後の単品モデルには、ヘッドホンは付属しなくなった。
第3世代 (RM-MC11EL)
基本操作は第1世代を踏襲しているが、音量調節がヘッド部分を手前に引いてからヘッド部分を回転させて行う方式になった。初めてCDウォークマンとの接続に対応した。
最大表示文字数は半角9文字。
リピートボタンと音質切り替えボタンが新たに装備された。
機種によっては、MDグループ機能やバックライト機能が使えないものがある。
これまで録音機能付モデルに配置されていたトラックマークボタンが廃止された。
第4世代 (RM-MC12ELK)
基本操作はRM-MC11ELを踏襲しているが、新たに漢字かな表示やMDグループ機能に対応し、ステレオミニプラグの位置が従来の停止ボタンの位置に変更され、それに伴い停止ボタンの位置も変更された。
最大表示文字数は半角9文字または全角6文字。
1997年夏以前の機種では、漢字表示機能は使用できない。
2001年秋以降の機種に限り、「カナ漢字交互」と「漢字優先」を選択できる。両モードはセクタ1とセクタ4の文字データを交互に表示するか、セクタ4のデータのみを表示するかの違いである。
第5世代 (RM-MC33EL、RM-MC35ELK)
基本操作をジョグレバーで行う方式に変更し、ヘッド部は音量調節機能・メニュー選択のみとなった。
カナ表示対応型と漢字表示対応型とで異なっていたデザインを統一。これによりカナ表示対応型ではステレオミニプラグの位置が従来の停止ボタンの位置に変更された。
再生ボタンが順方向頭出しボタンとの兼用から一時停止ボタンとの兼用に変更され、これに伴い再生や一時停止はレバー中央のボタンを押し込む形に変更された。それに合わせて本体内部でも仕様変更が行われており、それ以前のMD/CDウォークマンで対応していた周辺機器の一部が使用不可になっている。
リピートボタンはプレイモードボタンに統合された。短押しでプレイモード切り替え、長押しでリピートON/OFFになる。
脱着式のクリップが採用され、向きを変更することが可能になった。
最大表示文字数はRM-MC33ELでは半角9文字、RM-MC35ELKでは半角9文字または全角6文字。RM-MC35ELKでは一部機種で2行表示に対応している。
MZ-E10では、別売のスティック・コントローラーとの接続には対応していない。
RM-MC35ELKはHDDタイプのネットワークウォークマン・ウォークマンAシリーズでも使用可能である。また、現在もソニーストア等で販売されている。
第6世代 (RM-MC55ELK)
CDウォークマン向けに開発。
左部には回転スイッチによる表示・プレイモード・音質調整が、右部には頭出し・フォルダスキップと音量調節にジョグレバーがそれぞれ割り当てられた。また、曲の検索を容易に出来るよう、新たにサーチボタンが増設された。
回転式のクリップや白色のバックライトを搭載。
トラック番号は従来のデジタル表示からドット表示に変更し、反転表示や表示文字数の増加を可能とした。
最大表示文字数は半角12文字または全角9文字。半角表示では2行表示に対応している。但し、全角・半角混じりの文字表示が可能となったこと、表示にトラック番号も含まれるため、場合によってはこの文字数よりも少なくなる場合がある。

### ガム型充電池
| ウォークマン用ガム型充電式電池（上の黄緑色の帯の方がニッケル・カドミウム蓄電池、下のオレンジ色の帯の方がニッケル・水素充電池） |  | 専用充電器 |
| ウォークマン用ガム型充電式電池（上の黄緑色の帯の方がニッケル・カドミウム蓄電池、下のオレンジ色の帯の方がニッケル・水素充電池） |  | 専用充電器 |

1985年に本体の電源として開発された。上述のステレオミニプラグと同じく他社の製品にも広く採用され、デファクトスタンダードとなった。これ以降本体の電池投入口はガム型充電池用のみ搭載し、乾電池は外付けのケースに入れる形式が他社製ポータブルオーディオを含めて浸透した。
CDプレーヤーについては単3型電池（アルカリ乾電池または充電式電池）を使用する形態が続き、「ディスクマン」が「CDウォークマン」に一新されて1年経過した1999年秋モデルより本格採用が始まった。
MDウォークマンは1996年モデルから再生専用機で、1998年からは録音再生機でも採用された。1997年の「MZ-EP10/EP11/EPS11」では乾電池型電池かガム型電池のどちらかを本体内に収納できるようにして、乾電池型電池を電池ケースなしで使用できるようになっていたが、本体サイズが通常の機種に比べて大型化してしまうことや、乾電池とガム電池の併用などによる長時間再生ができないという欠点があったためか、再生専用機では前述の3機種・同年秋のMZ-E25・翌年のMZ-E33の5機種のみとなった。

## 機能
ウォークマンは再生・録音をする際に便利の機能を有する機種もある。

### 頭出し機能
後期のカセットウォークマンにはカセットテープの中で音声が収録されていない数秒の無音部分を曲の変わり目と見なしてボタンを押した回数だけ次または前の曲の冒頭まで早送りや巻き戻しを行うことで聞きたい曲を選択できる機能が搭載された。使用には、カセットテープにどの順番で曲が録音されているか、そして今現在カセットテープのどこを再生しているかを把握している必要がある。

### 他機種との接続

#### MDウォークマンリンク
1998年夏モデルのミニコンポ「MD pixy DMC-MD777」への搭載により登場。当時は、MDデッキのダブルデッキ化が一般的ではなく、ダブルMDデッキ搭載モデルの価格が高かったこと、低価格コンポが登場していたことから、低コストでMDダビングができるシステムが早急に望まれた。その答えの1つが、MDウォークマンをもう1台のMDデッキとして使うことであった。MD pixy2機種と高級志向のマイクロコンポJMD-7にMDウォークマンリンク端子が搭載されたが、それ以上の展開はされなかった。
MDウォークマンリンクは、MDウォークマンとMD pixyとを専用ケーブルを用いて繋ぐことで、MDダビングやテキストコピー、シンクロ録音、MDウォークマンの再生が可能であった。リモコン端子搭載モデルのMDウォークマンであれば使用が可能。デジタル信号によるMDダビングでは、SCMSにより2世代以降のデジタルコピーが禁止されているが、MDウォークマンリンクは、ダブルMDデッキでのMDダビングと同様にアナログ接続であるため、SCMSの制約は受けない。また、MDウォークマンのリモコン端子に接続しているので、MD pixyへコマンド信号が送信されて、テキストコピー、シンクロ録音はもちろんのこと、コピー元のMDと同じトラックで分割される（ギャップレスのMDも同様に分割される）ため、手動でのトラック分割は不要である。

#### MD Link Plus
1997年に発売されたCDラジカセ「ZS-D7」への搭載により登場。当時はMDデッキが一般的ではなく、MDを搭載しないラジカセも多数販売されていたことから、録音再生MDウォークマンをMDデッキ代わりにして、MDラジカセ感覚で使うスタイルが提案された。MDウォークマンとラジカセ付属の専用ケーブルを用いて繋ぐことで、MDウォークマンの再生、シンクロ録音、充電が可能であった（CDのデジタル録音には別途光デジタルケーブルが必要）。
1999年には2代目の「ZS-D70」が発売された。機能はZS-D7とほぼ同じであるが、前年のMZ-R55から動作電圧が3Vに変更されたため（従来は6V）、DC-DCコンバーターユニットを介して動作電圧を3Vに変更する機能が追加された。

#### WM-PORT

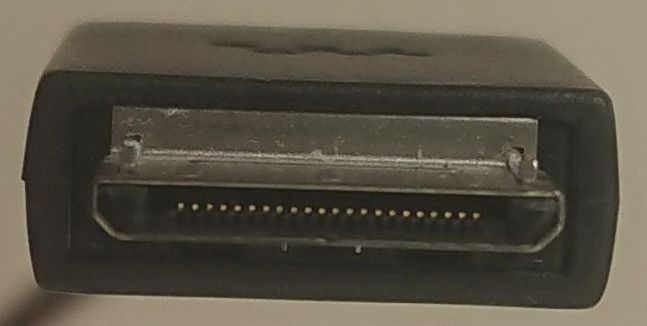
WM-PORT コネクタ

デジタルオーディオプレーヤー型ウォークマンにおいて様々な周辺機器に接続できるようにするため、2006年秋発売のNW-S700F/NW-S600シリーズから採用された。NW-A3000/NW-A1000に搭載された42ピンプラグを、使いやすいように22ピンヘコンパクト化してキャッチーな名前にしたものであるが、42ピンプラグとWM-PORTに互換性はない。iPodの「Dockコネクタ」の仕様に似ているが、こちらの方がよりコンパクトである。サポートされている周辺機器は、WM-PORT搭載の機種ではWM-PORT対応の周辺機器であれば接続でき、NETJUKEの接続にも対応している。尚、PCとの接続など接続時に操作ができない組み合わせもある。
WM-PORTでは従来からの楽曲転送やバッテリー充電の他に、「ダイレクト録音」、「マイク録音」、「Bluetoothトランスミッター接続」、「NETJUKEとの接続」、「録画機能(一部機種のみ)」、「文字入力パッドでのタグ情報編集(一部機種・ダイレクト録音で録音した楽曲ファイルのみ)」、「ハイレゾ音源出力(一部機種のみ)」に対応している。またDMPORT端子搭載のAVアンプとの接続に関しては、専用ケーブルを接続することで、ウォークマンに転送された楽曲を再生することができる。
WM-PORT対応の周辺機器は、ソニーから発売されていたが、2008年の9月のプレスリリースによると、ソニーはライセンスプログラム「Designed for Walkman®」を開始し、ライセンシーに対して「WM-PORT」の仕様を公開するとしている。これにより、様々なメーカーにて、ウォークマンと接続して楽しめる専用アクセサリーの製造・販売が可能となり、ライセンシーはソニーによって認定された「WM-PORT」搭載商品のパッケージ等に「Designed for Walkman(R)」ロゴを使用できる。
なお、ロジテックは「Designed for Walkman(R)」に準拠した「WM-PORT」搭載アクセサリー4機種、FMトランスミッター2機種、サウンドレコーダー、アクティブスピーカーを販売している。
WM-PORT対応ウォークマンにはアクセサリーアタッチメントが付属し、一部の周辺機器とはこのアタッチメントをはめ込んで使用する。当初はアタッチメントの形状は円形であったが、2009年秋からは円形に加え楕円（オーバル）形も付属するようになった。2010年モデルからは円形はオプション扱いとなっている。
2010年以降はmicroUSBやUSB Type-Cの登場で、コンパクトで使いやすいWM-PORTの優位性が薄れることになる。2016年モデル以降はデジタル専用となったが、それでも旧態依然の規格であったことから、2019年モデル(NW-A100シリーズ/NW-ZX500シリーズ)では、USB Type-C端子の採用に伴ってWM-PORTが廃止された。

### 無線接続
ワイヤレス対応モデルはカセット・CD・MDにおいては#ワイヤレス・レシーバーを用いてきたが、ネットワークウォークマンでは2006年よりBluetooth方式を採用している。従来からのHi-BANDからデジタル通信のBluetooth方式となったことで、伝送時における音質劣化を抑えることに貢献したものの、Bluetoothで採用されている非可逆圧縮方式では音質劣化が顕著であったこと、ハイレゾに非対応だったことから、現在の製品ではBluetoothのビットレート帯域をフルに使用するためにLDACを開発、多くの機種に採用している。
2006年10月12日にNW-S700F/S600シリーズを発表した際には、同モデルから搭載されたWM-PORTに接続できるBluetoothトランスミッター「WLA-NWB1」を同年11月より発売した（2011年頃生産終了）。Bluetooth非搭載のWM-Port搭載ウォークマンで使用可能である。
2016年にWM1シリーズとA30シリーズを発表した際、Bluetooth Low Energy方式のリモートコマンダー「RMT-NWS20」が発表された。ウォークマンを有線接続やクレードル接続時などにおいて、再生・曲送り・音量調節などの操作が行える。Bluetooth v4.2以降に対応しているウォークマンで使用可能。

## 年表
- 1979年

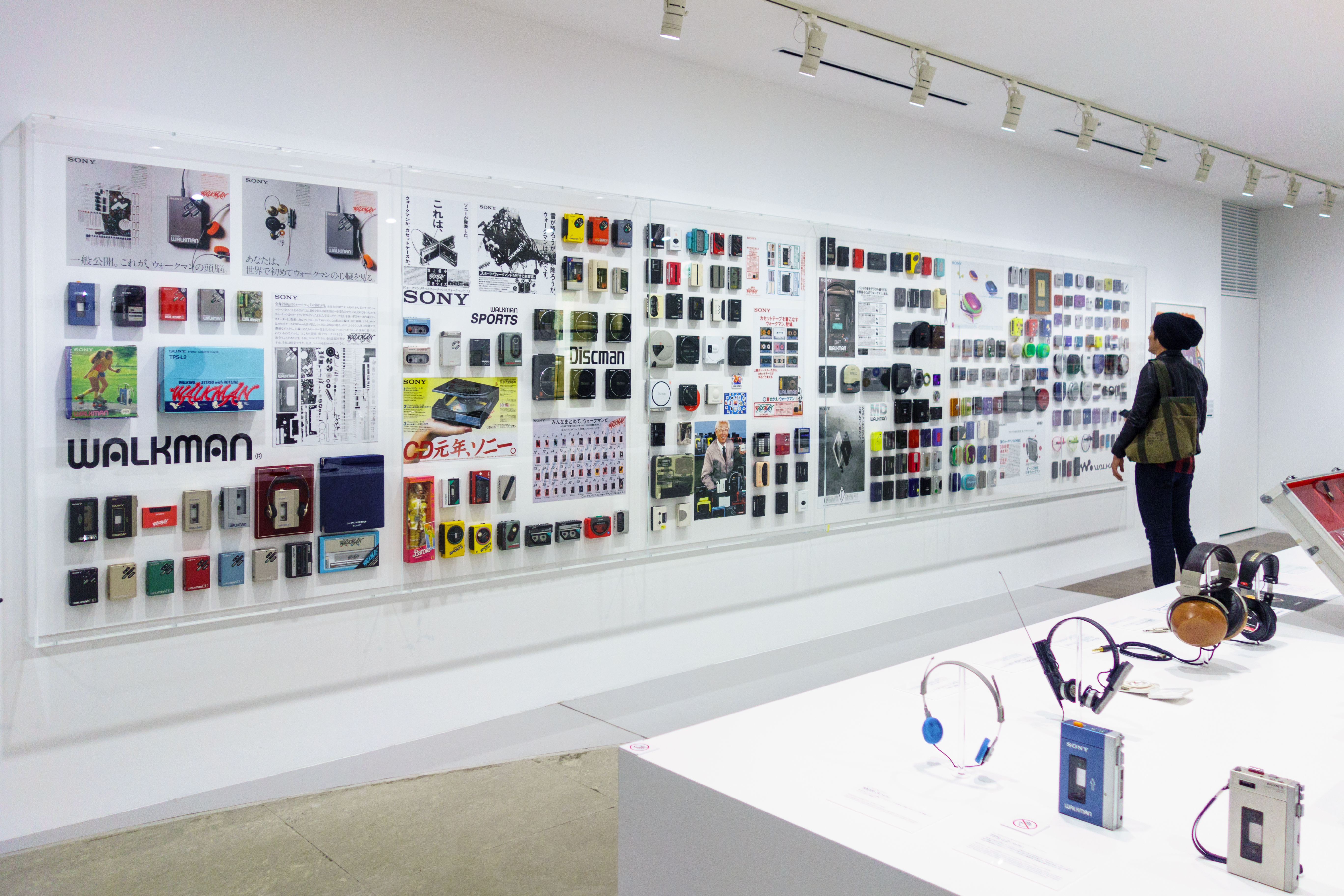
ウォークマンの歴史を見せる、実物展示。「It's a SONY」EXPOにて（2016年11月、銀座のソニービルディング（当時））

  - 初のウォークマン「TPS-L2」発売。カップルで楽しめるようにヘッドホンの端子が2つあり、初期ロット版（3,000台）はヘッドホン端子の表記が「GUYS & DOLLS」であった（初期ロット以降は「A & B」表記に改められた）。標準価格は33,000円（当時の大卒初任給は11万円）[71]。
- 1980年
  - 初のラジオウォークマン「SRF-40」発売[72]。
- 1981年
  - 初のレコーディングウォークマン「WM-R2」「WM-F2」発売[72]。TPS-L2よりも小型化に成功。メタルテープ対応、アンチローリングメカ搭載などの音質重視設計で爆発的な人気を博す[73]。
- 1982年
  - ディスクドライブをシステム採用した「WM-DD」発売。
- 1983年
  - 「WM-20」で伸縮ボディを搭載し、未使用時のジャストカセットケースサイズを実現した。「世界最小・最軽量」のキャッチフレーズは、単3乾電池を1本にすることによって実現[73]。
- 1984年
  - ウォークマン誕生5周年。
  - 初のディスクマン「D-50」発売。
- 1985年
  - 「WM-101」でガム型充電池を初採用。電池にかかるコストが節約され、本体の重さが200gを切った[73]。
- 1986年
  - ソーラーバッテリーシステム搭載の「WM-F107」発売。
- 1987年
  - 初のコード巻き取り式ウォークマン「WM-51」発売。
- 1988年
  - 初のビデオウォークマン「GV-8」発売。
- 1989年
  - ウォークマン誕生10周年。限定モデルが抽選でプレゼントされた。
- 1990年
  - 初のDATウォークマン「TCD-D3」発売。
- 1991年
  - ウォークマン「WM-EX88」でホールドシャッターを初採用。
- 1992年
  - 初のMDウォークマン「MZ-1」「MZ-2P」発売。
- 1993年
  - MDウォークマン 「MZ-R2」「MZ-E2」で大幅に小型化された。
- 1994年
  - ウォークマン誕生15周年及び、ディスクマン誕生10周年。
- 1995年
  - ウォークマン「WM-EX1」発売。現在までに発売されたウォークマンの中で最も販売台数が多い機種である。
- 1996年
  - 初のビデオCDウォークマン「D-V500」発売。
- 1997年
  - マイクロプラグからステレオミニプラグへの移行が始まる。
  - スティック・コントローラー登場。MDウォークマンへ採用される。
- 1998年
  - 「ディスクマン」が、一部を除きウォークマンブランドに吸収される。
- 1999年
  - ウォークマン誕生20周年。それに伴い、記念モデルとして「WM-WE01」「WM-EX20」発売。同時に、CDウォークマン15周年記念として「D-E01」発売。
  - 今まで各プレーヤーで別々になっていたカタログが統合される。
  - 初のMSウォークマン「NW-MS7」発売。翌年、ネットワークウォークマンの一分野に統合される。
  - NW-MS7の付属ソフトとしてSonicStageの前身となるOpenMG Jukeboxが登場。
- 2000年
  - 同年5月、ウォークマンのロゴマークが初めて変更される。これはCD、MDの名を冠したロゴを廃し、ロゴマークを統一させたものだった。
  - 初のフラッシュメモリー型ネットワークウォークマン「NW-E3」発売。
  - CDウォークマンとMDウォークマンのリモートコマンダーが、同年秋発売モデルより共通化される。
- 2001年
  - 初のNetMDウォークマン「MZ-N1」発売。
  - OpenMG Jukeboxの後継として初代SonicStageが登場（当初はWindows XP搭載VAIOのプリインストールのみ）。
- 2002年
  - 初のDVDウォークマン「D-VM1」発売。（DVDディスクマンが過去に発売されていたが、持ち歩く用途ではなかった）
  - MD10周年記念モデルとして、「MZ-N10」「MZ-E10」発売。
  - CD/MDウォークマンのリモートコマンダーが一新される。
  - これまではVAIOプリインストールのみだったSonicStageがバージョン1.5以降ネットワーク/Net MDウォークマンにも付属するようになった。
  - オーストリア最高裁判所は「ウォークマン」がポータブルオーディオプレイヤーの一般名称と化しており、ソニーは商標権を失っているとする判決を下した。現在でもオーストリアにおいて、ソニーは「ウォークマン」の商標を独占使用出来ない[74]。
- 2003年
  - 初のフラッシュメモリー内蔵MSウォークマン「NW-MS70D」発売。
  - 初の再生専用NetMDウォークマン「MZ-NE810」発売。
- 2004年
  - ウォークマン誕生25周年。CDウォークマン20周年、ネットワークウォークマン5周年。
  - 初のHi-MDウォークマン「MZ-NH1」「MZ-NH3D」「MZ-EH1」を発売。
  - ウォークマン25周年記念モデルである初のハードディスク型ネットワークウォークマン「NW-HD1」発売。
  - 同年10月21日に発売された「WM-EX651」が事実上国内で最後に発売されたカセットウォークマンとなった。
  - 初の1GBフラッシュメモリー内蔵の「NW-E99」発売。
  - これまで製品に付属されているのみで単体配布されていなかったSonicStageがバージョン2.3以降mora経由で無償配布されるようになった。
- 2005年
  - 「NW-E507」「NW-E505」「NW-E407」「NW-E405」で初の50時間再生バッテリー搭載。
  - ネットワークウォークマンの名称を廃止。ウォークマンの名称をそれまでのネットワークウォークマンにも適応させた。
  - 9月8日、新ウォークマン「NW-A3000」「NW-A1000」「NW-A608」「NW-A607」「NW-A605」発表、同年11月21日より発売。これ以降の製品より、商品ごとにシリーズ分けされるようになった。
  - 「NW-A3000」「NW-A1000」「NW-A600シリーズ」で初のアーティストリンク、インテリジェントシャッフル、自動プレイリスト作成、楽曲の自動読み仮名変換機能を搭載、初の2GBメモリー内蔵モデル（NW-A608）が登場。
  - Aシリーズの付属ソフトとしてこれまでのSonicStageとは異なるCONNECT Playerが登場し、上記の各機能に対応するものとなったが国内外での操作性の不評により翌年にはSonicStage(CP)に統合された。
  - DATウォークマン最終機種「TCD-D100」が販売終了。
- 2006年
  - それまでも「WM」を冠した携帯電話は存在したが、正式に日本初のウォークマンケータイとして、「W42S」発表。
  - 「MZ-RH1」で初のMDからPCへのデジタルコピー、MDへのリニアPCM録音機能、ダイナミックノーマライザを搭載。事実上、本機種が国内で発売された最後のポータブルMD機器となった。
  - これまでのSonicStage（Eシリーズ及びMD機器に付属及び単体配布）とCONNECT Player（Aシリーズに付属）が統合されSonicStage CPとなる。
  - 「NW-E000シリーズ」で初のダイレクトUSBを搭載。
  - 「NW-S700Fシリーズ」で初の本体内蔵ノイズキャンセリング機能とWM-PORTを搭載、初の4GBメモリー内蔵モデル（NW-S706F）が登場。
  - NW-S700F/S600シリーズの発売に伴い、同社オーディオ製品共通のキャッチコピー「もっと、音楽とひとつに。」及び共通カラー（青色）を採用。これに伴い同年10月版からカタログがフラッシュメモリー/HDDとHi-MD/MD/CD/カセットテープに再び分離される。
  - また、同年以降は非デジタルオーディオプレーヤーとしての新機種は発売されていない（2010年発売のCDウォークマンD-NE241は2006年12月発売のD-NE241(JE)というツーリストモデルの日本語化版）。
- 2007年
  - HDDウォークマン最終機種「NW-A1000」が販売終了。以降デジタルオーディオプレーヤーはフラッシュメモリー型のみの展開となる。
  - 「NW-A800シリーズ」で初のビデオ再生機能を搭載、初の8GBメモリー内蔵モデル（NW-A808）が登場。
  - 「NW-A910シリーズ」で初のワンセグ機能を搭載、初の16GBメモリー内蔵モデル（NW-A919）が登場。
  - 「Walkman Goes OPEN」戦略を発表。これに伴い海外向け機種は型番が「NWZ」となり、ATRAC系コーデックへの対応中止・転送ソフトがSonicStageからWindows Media Playerに変更・製品仕様の変更など日本国内向けとは異なる戦略で販売される。
- 2008年
  - 2月1日、W54S/W56Tの発売と共にau×Sony "MUSIC PROJECT"が開始される。これによってウォークマンへの着うたフルの転送がLISMO Port及びNETJUKE経由で可能になった。
    - その絡みでLISMO PortはSonicStage（後のx-アプリ）がベースとなる。

  - 「NW-A820シリーズ」で初の本体内蔵Bluetooth機能を搭載。
  - 「NW-E020Fシリーズ」で初のStyle-Upパネル交換機能を搭載。
  - 「NW-S730Fシリーズ」「NW-S630Fシリーズ」「NW-S630FKシリーズ」で初のおまかせチャンネル機能を搭載。
  - SonicStage CPと並行する形でSonicStage V（2006年モデル以降専用）が登場。
  - 同年末に非Hi-MDのMDウォークマン最終機種MZ-N920（録再機）の生産が終了。
- 2009年
  - ウォークマン誕生30周年。CDウォークマン25周年、（ネットワークウォークマン時代含め）デジタルオーディオプレーヤー10周年。
  - 同年春に再生専用MDウォークマンが生産終了（最終機種：「MZ-EH50」(Hi-MD対応)）。以降は最上位モデルMZ-RH1のみの展開となる（2011年まで）。
  - これに伴い同年6月版よりMD/CD/カセットテープ型ウォークマンのカタログはラジオ/ラジカセ/テープレコーダー/ICレコーダーのカタログと1冊に統合され「パーソナルオーディオ総合カタログ」となる。
  - 「NW-X1000シリーズ」で初のタッチパネル、S-Master、デジタルノイズキャンセリング、ドラッグ＆ドロップ転送機能を搭載、初の32GBメモリー内蔵モデル（NW-X1060）が登場。
  - 「NW-W202」で初のZAPPIN機能を搭載。
  - 同年8月最終週（24〜30日）の販売台数シェアでiPodを追い抜き、4年8ヶ月ぶりに首位を記録した。
  - 「NW-A840シリーズ」「NW-S740シリーズ」「NW-S640シリーズ」「NW-S740Kシリーズ」「NW-S640Kシリーズ」で初の歌詞表示機能「歌詞ピタ」、語学学習機能、いたわり充電を搭載、初の64GBメモリー内蔵モデル（NW-A847）が登場。
  - SonicStage Vは動画転送機能等を加えx-アプリに変更。これに伴いLISMO Portもx-アプリベースに移行した。
  - ソフトウェアCD-ROMが付属しなくなり、ウォークマン本体内のフラッシュメモリに組み込む形式に変更された。
- 2010年
  - 同年4月、カセットテープ型ウォークマンの国内出荷を終了（最終機種：「WM-FX202」）。2010年3月時点の世界累計販売台数は約2億2000万台[75]。中国で委託生産している海外向け機種は販売継続。
  - 「NW-W253」で初の防水機能(IPX5相当)を搭載。
  - 同年8月、2002年7月以降96ヶ月連続首位だったアップルを抜き、月間シェア1位、8月第1週〜最終週（8月2日〜9月5日）の週間シェア1位を記録した。その後、2010年11月第2週と同年12月の月間で1位になり、初めてアップル以外でシェア5割を超えた。
  - 「NW-A850シリーズ」「NW-S750シリーズ」「NW-S750Kシリーズ」「NW-E050シリーズ」「NW-E050Kシリーズ」でおまかせチャンネル復活、初のボイスキャンセル、ちょい聴きmoraを搭載。
- 2011年
  - MDウォークマンの全世界出荷を終了（最終機種：「MZ-RH1」）[76]。2011年3月時点の累計販売台数は約2200万台。
  - 「NW-Z1000シリーズ」でウォークマン初となるAndroidプラットフォーム採用。
  - 「NW-A860シリーズ」でAシリーズ初のタッチパネルを搭載。
  - 「NW-S760シリーズ」「NW-S760Kシリーズ」でSシリーズ初の本体内蔵Bluetooth機能を搭載。
- 2012年
  - 「NW-F800シリーズ」で初のFLAC対応、後にZ1000シリーズもアップデートで対応した。
  - 「NW-S770シリーズ」「NW-S770Kシリーズ」でクリアフェーズを搭載し（同時発売のF800シリーズも含む）、別売りの文字入力パッドに対応した。
- 2013年
  - 3月29日をもってSonicStage CPのダウンロードサービスが終了[77]。
  - 「NW-S780シリーズ」「NW-S780Kシリーズ」でバッテリー持ちが改善され、最大77時間再生を実現した。
  - 「NW-F880シリーズ」「NW-ZX1」で初のNFC及び最大192kHz/24bitまでのハイレゾ音源の再生に対応。またNW-ZX1は初の128GBメモリー内蔵モデルでもある。
  - 同年秋発売モデルよりMacintoshに対応し、標準添付ソフトがWindowsにはMedia GoとContent Transferになり、MacにはContent Transferが提供された。
- 2014年
  - 「NW-F880シリーズ」「NW-ZX1」でアップデートによる初のDSDファイル再生(PCM変換再生)に対応。
  - 「NW-A10シリーズ」で初のmicroSDカードによるストレージ容量拡張に対応。
  - CDウォークマンの販売を終了（最終機種：「D-NE241」・「D-EJ002」）。
- 2015年
  - 「NW-ZX2」でBluetoothの音声コーデックに、A2DPの標準コーデック「SBC」に比べ最大約3倍の情報量をワイヤレスで伝送できるソニー独自の音声コーデック「LDAC(エルダック)」に対応。後にA10シリーズもアップデートで対応した。
  - 「NW-ZX100」「NW-A20シリーズ」でハイレゾ音源のデジタルノイズキャンセリングに対応。後にA10シリーズもアップデートで対応した。
- 2016年
  - 「NW-WS410シリーズ」で初の海水(塩水)・防塵(IP6X相当)に対応。また外音取り込み機能も搭載された。
  - 「NW-WM1シリーズ」で初のDSDネイティブ再生に対応。4.4mm5極バランス接続端子を搭載。またNW-WM1Zは初の256GBメモリー内蔵モデルでもある。
- 2017年
  - 「NW-ZX300」「NW-A40シリーズ」で初のUSB DAC機能を搭載。Bluetooth音声コーデック「aptX HD」、音声フォーマットAPEおよびMQAに対応。後にWM1シリーズもアップデートでaptX/aptX HDとAPE、MQAに対応した。
  - 同年12月をもって、Windows用転送ソフトのx-アプリおよびMedia Goのダウンロードサービスが終了[78]。
    - 同年秋発売モデルからのWindows用転送ソフトはMusic Center for PCになった(macOSは従来通りContent Transferのみ)。
- 2018年
  - ウォークマン向けの有料歌詞配信サービス「歌詞ピタ」を2018年7月31日17時をもって終了[79]。
  - 「NW-ZX300G(ZX300の内蔵ストレージ128GBモデル)」「NW-A50シリーズ」でBluetoothレシーバー機能とアナログレコードをスピーカーで聞くようにシミュレートできるバイナルプロセッサー機能を搭載。後にZX300とWM1シリーズもアップデートで対応した[† 22]。
- 2019年
  - ウォークマン誕生40周年。デジタルオーディオプレーヤー20周年。
  - 銀座ソニーパークにてウォークマン誕生40周年記念展「WALKMAN IN THE PARK」を開催[80]。
  - 「NW-ZX500」「NW-A100」でWM-PORTが廃止され、USB Type-C端子を搭載。OSは「NW-ZX2」以来となるAndroid(9.0)を搭載し、定額制音楽配信サービス等が単体で利用可能になった。発売当初は「mora qualitas」に非対応だったが、「Amazon Music HD」アプリのインストールにより、ハイレゾストリーミングウォークマンを初めて実現した。
  - 40周年記念モデル「NW-A100TPS」が期間限定の受注生産で販売された[56]。
- 2020年
  - 同年2月より「mora qualitas」アプリの配信開始。「NW-ZX500」「NW-A100」へのインストールに対応したことにより、真のハイレゾストリーミングウォークマンを初めて実現した。
  - 同年10月より「NW-ZX500」「NW-A100」を対象にW.ミュージック及び有線接続使用時における「DSEE Ultimate」にソフトウェアアップデートで対応。ただし、W.ミュージック以外のアプリやBluetooth接続では従来通りDSEE HXが作動する[81]。
- 2023年
  - 「NW-ZX707」発売。NW-ZX707はS-Master HXデジタルアンプ技術を搭載し、11.2 MHz DSDネイティブ再生および384 kHz/32ビットPCM再生に対応。バッテリー寿命は44.1kHz FLAC再生で最大25時間、96kHz FLAC再生で最大23時間、音楽アプリ使用時で最大22時間と長時間再生が可能[82]。
  - 「NW-A306」発売。NW-A306は3.6インチのディスプレイを持ち、44.1kHz FLAC再生で最大36時間、96kHz FLAC再生で最大32時間、ストリーミングサービス利用時で最大26時間のバッテリー寿命を実現。両モデルともに、DSEE Ultimateによる音質向上や、Android 12搭載によりストリーミングやダウンロードが容易に[83]。

## 関連商品・アプリ
pressman（プレスマン）
小型テープレコーダーで、初代ウォークマン「TPS-L2」は、このプレスマンから録音機能を外したという位置付けだった。
watchman（ウォッチマン）
小型白黒テレビ。FD管と呼ばれる縦型ブラウン管を使用。
scoopman（スクープマン）
NTを使用。
武道館（BOODO KHAN）
1986年に発売された「DD-100」は「WM-2」「WM-DD」のボディをベースに、専用の重低音回路「D.O.L回路」を搭載。さらにオーバーバンド式の密閉型ヘッドホンが付属し「武道館サウンド」と謳った迫力ある重低音を特徴としていた。型番のとおり、この商品はウォークマンの商品名を冠さず、カセットレコーダーとしてラインアップされていた。
オプションパーツとして「クッション型ボディウーファー・（重低音対応）ヘッドホン・電源アンプ」により構成される簡易ボディソニックシステム（型番：BBS-10）が用意された。
ネーミングは、発売当時の日本国内のコンサートホールの中でも最高峰の位置づけであった日本武道館に由来する。
ウォークマンケータイ / Walkman Phone
au（KDDI・沖縄セルラー電話連合）から音楽携帯としてウォークマンケータイ W42S(CDMA W42S)（2006年）・ウォークマンケータイ W52S(CDMA W52S)（2007年）・Walkman Phone Xmini(CDMA W65S)（2008年）・Walkman Phone Premier3(CDMA SOY01)（2009年）の計4機種が発売された。
欧州では「ウォークマンケータイW950i」が発売され、ジャミロクワイが行った飛行機の機内でのコンサートにウォークマンケータイから応募したユーザーが招待された(ジャミロクワイの「2007年以降(ユニバーサル時代)」参照)
データディスクマン（DATA Discman）
電子ブック(EB)（8cm CD-ROMを専用キャディに収めた電子書籍）専用のディスクマンで、シングルCDも聴くことができた。
ICレコーダー

CE-P
ソニーの中国法人によって作られた中国限定販売のウォークマンである。中国のユーザーの要望に応えたフラッシュメモリ型ウォークマンで、音楽転送ソフトは無く、エクスプローラーから利用したり、ATRAC3に対応していなかったりなど特異な製品となっている。フラッシュメモリは価格設定のために低くなっているものの、中国国外向けに販売して欲しいとの要望が日本などで上がったりしている。
Xperia / Xperia Tablet / Live with Walkman
ソニー製のスマートフォン・タブレットで、Android 4.0にバージョンアップした2012年モデルのXperiaやXperia GX (SO-04D)、Xperia SX (SO-05D)以降の機種にウォークマンのブランドを冠した音楽プレイヤーアプリが搭載されている。
こちらは当初は「WALKMAN」と表記されていたが、後に「Walkman」に改称、2015年発売モデルからは「ミュージック」に改称された。
Live with Walkman（WT-19）は音楽専用ボタン（Walkmanボタン）を備えており、そのボタンを押すと音楽プレイヤーアプリが起動する。
nasne
バッファローから販売されている、3波チューナー&ハードディスク・レコーダー機能搭載ネットワークストレージ。Android搭載のウォークマンZ1000シリーズ(2011年発売)及びF800シリーズ(2012年発売)にアップデートを行うことで、録画したテレビ番組や放送中のテレビ番組を別売の無線LANルーターを経由してウォークマンから視聴することができる。2013年以降に発売されたAndroid搭載ウォークマンは標準対応。バッファロー製nasne（NS-N100）はアプリ「torne mobile」のみ対応。
Video & TV SideView
ソニー製テレビ&ブルーレイディスクレコーダー向け番組録画予約アプリ。Android搭載のウォークマンに入れることにより番組録画予約やブラビアの操作が可能となる。また有料プラグインの「Video & TV SideViewプレーヤープラグイン」を購入することにより、屋内や外出先でも放送中の番組や録画した番組の視聴が可能（BDZのみ。nasneにおいてはSIE（旧SCE）製は対応、バッファロー製（NS-N100）は非対応）。
Smart B-Trainer (SSE-BTR1)
2015年2月に発売。16GBの内蔵メモリと防水対応という点ではウォークマン Wシリーズ（NW-WS615）と共通だが、GPSと心拍センサーが搭載されており、スマートフォン専用アプリの「Smart B-Trainer for Running」と連携してランニングログを残すことが可能。
WF-SP900
2018年10月27日発売。左右独立ワイヤレスイヤホン。4GBの内蔵メモリに最大920曲分の音楽を本体のみで聴くことができ、防水・防塵、外音取り込み機能に対応している。アプリ「Headphones Connect」からイヤホンの設定、アプリ「Music Center」からイヤホン本体内蔵楽曲の早戻し/早送り、フォルダ単位などの再生が可能。
DMP-Z1
2018年12月8日発売。デジタルミュージックプレイヤー。ウォークマン WM1シリーズと同じオーディオ機器のフラッグシップシリーズ「Signature Series」に属する。外形寸法138×278.7×68.1mm（幅×奥行き×高さ）、重量は2.4kgのプレーヤー。高品位な電源供給を目的としてバッテリーを搭載し、電源が無くても動作する。据え置きで使用する他に、室内で書斎やカフェなどでも利用でき、専用のキャリングケースも付属する。
操作画面はWM1シリーズを踏襲しており、ハード面では、DACに旭化成エレクトロニクスのAK4497をLRチャンネル別に搭載し、本体中央のボリュームにアルプス電気の「RK501」という4連ボリュームのソニー専用カスタム品を搭載。ソフト面では、PCM音源を5.6MHzのDSD信号に変換再生できる「DSDリマスタリングエンジン」、AI技術搭載の「DSEE HX」、「USB DAC機能」、「Bluetoothレシーバー機能」、「バイナルプロセッサー」を搭載する。